# Vicente Guerrero, Villa de Zaachila
Vicente Guerrero är en ort i Mexiko.   Den ligger i kommunen Villa de Zaachila och delstaten Oaxaca, i den sydöstra delen av landet, 400 km sydost om huvudstaden Mexico City. Vicente Guerrero ligger 1 557 meter över havet och antalet invånare är 13 794.
Terrängen runt Vicente Guerrero är kuperad österut, men västerut är den platt. Runt Vicente Guerrero är det ganska tätbefolkat, med 67 invånare per kvadratkilometer. Närmaste större samhälle är Oaxaca de Juárez, 14,9 km norr om Vicente Guerrero. Trakten runt Vicente Guerrero består till största delen av jordbruksmark.